# Oberonia scyllae
Oberonia scyllae är en orkidéart som beskrevs av John Lindley. Oberonia scyllae ingår i släktet Oberonia och familjen orkidéer.
Artens utbredningsområde är Sri Lanka. Inga underarter finns listade i Catalogue of Life.